# Katedra św. Agaty w Katanii
Katedra św. Agaty (pełne wezwanie: Bazylika archikatedralna św. Agaty Sycylijskiej w Katanii) – rzymskokatolicka katedra w sycylijskim mieście Katania.
Jest to barokowy kościół, zwieńczony na skrzyżowaniu transeptu z nawami kopułą. Posiada również obejście.
Katedra była budowana w latach 1078–1093. Wiele razy została zniszczona przez trzęsienia ziemi. Wskutek odbudowy w XVII wieku po jednym z wstrząsów, bazylika nabrała swój dzisiejszy wygląd.

## Galeria

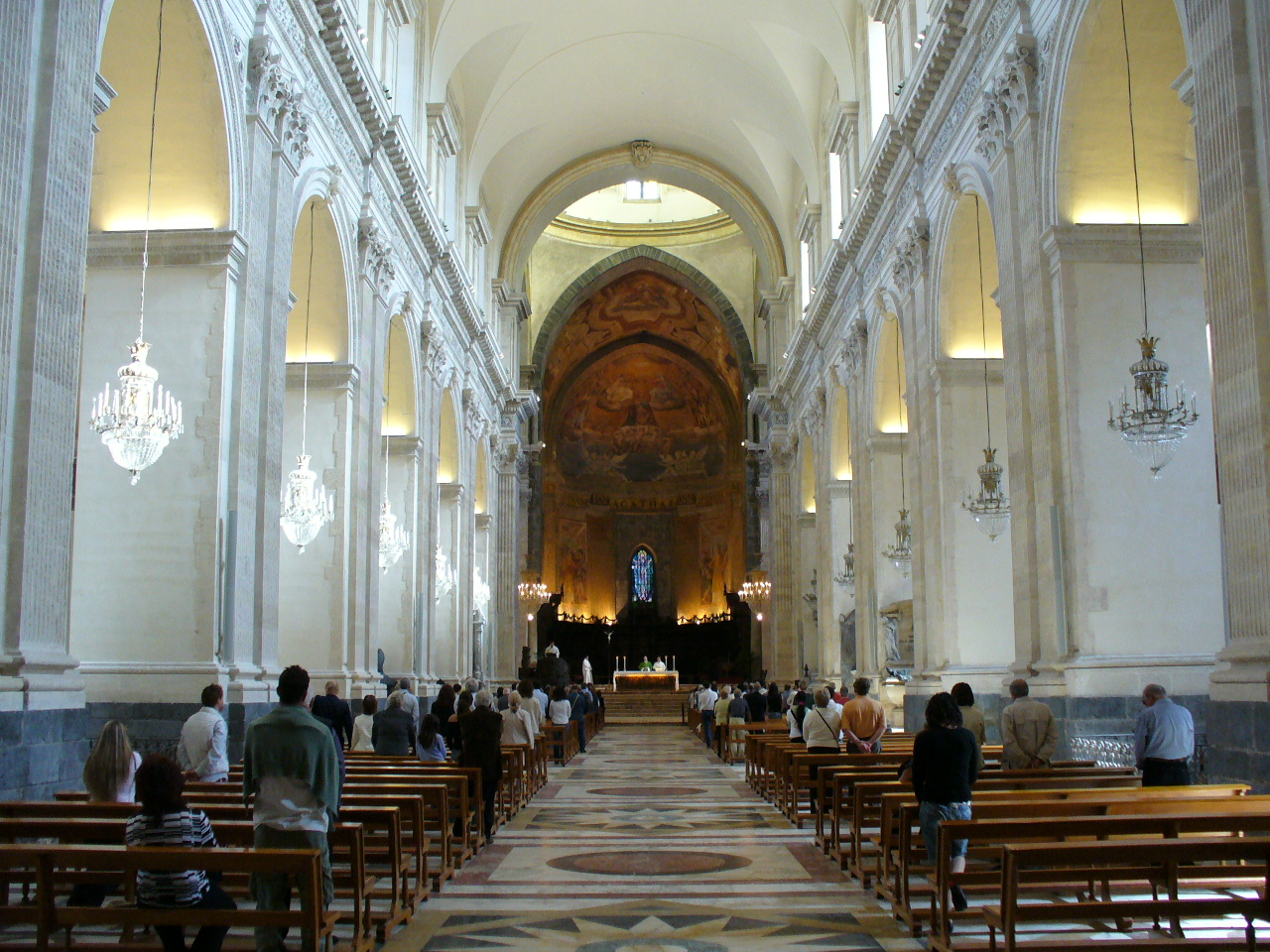
Nawa główna
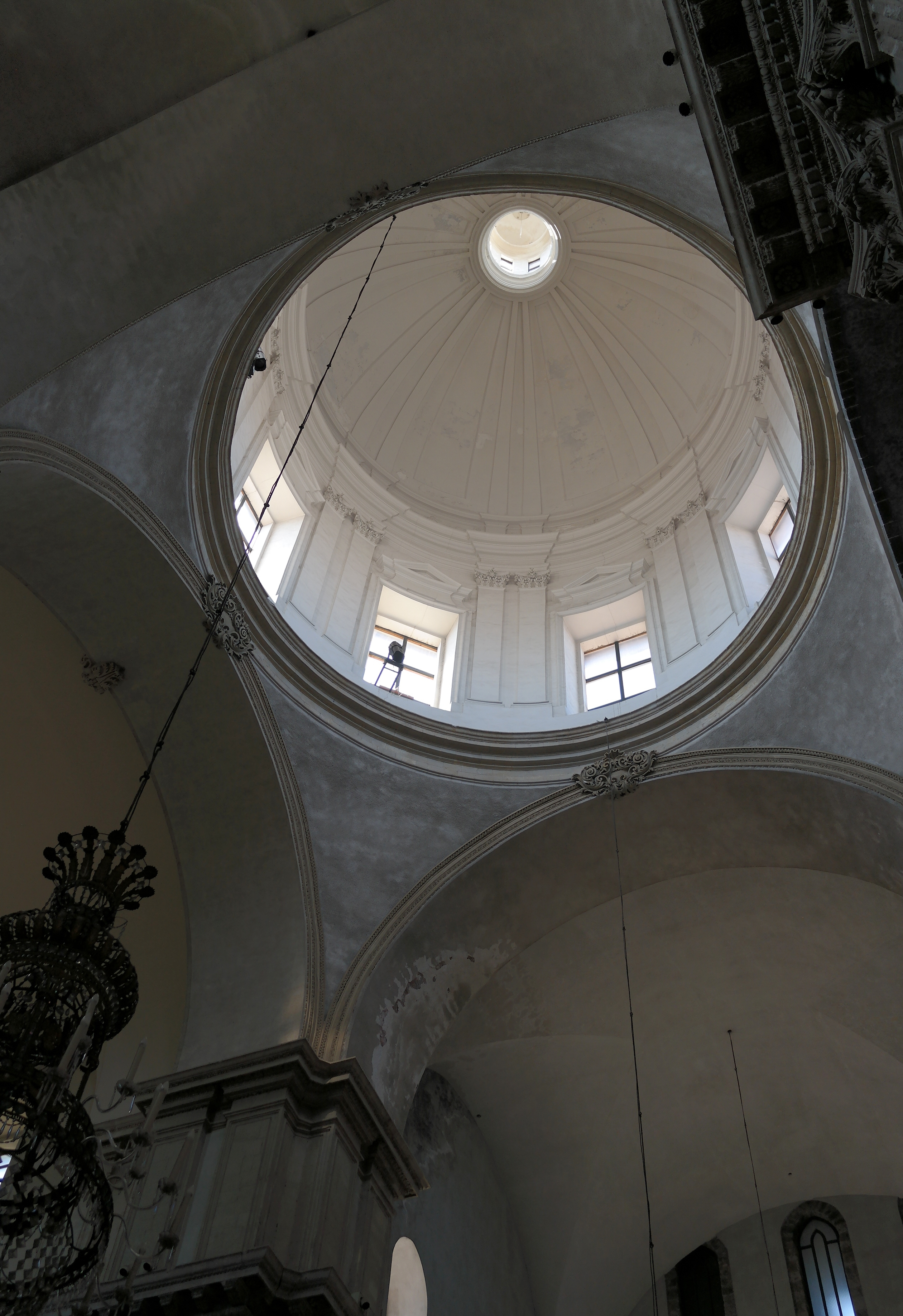
Kopuła
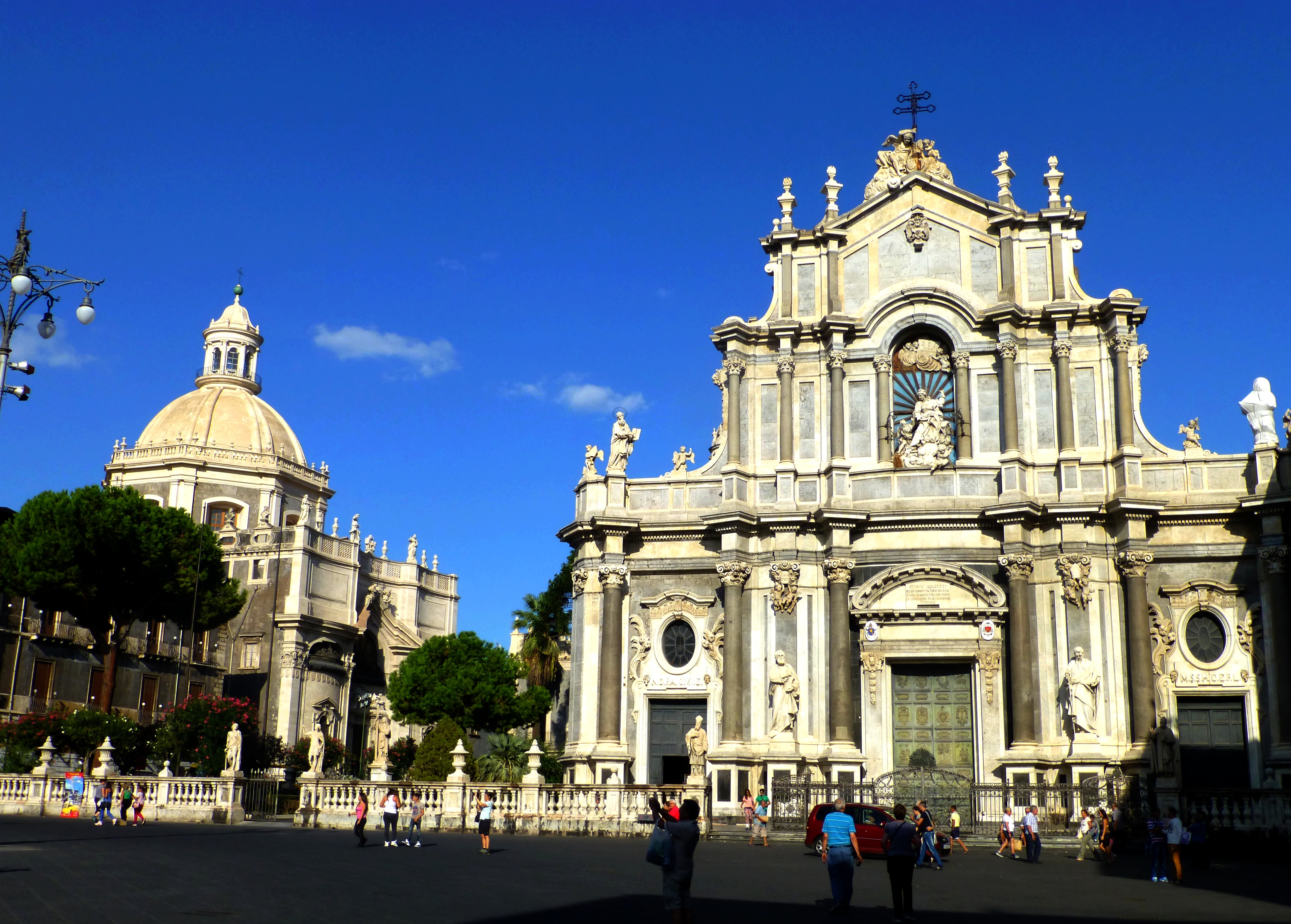
Fasada
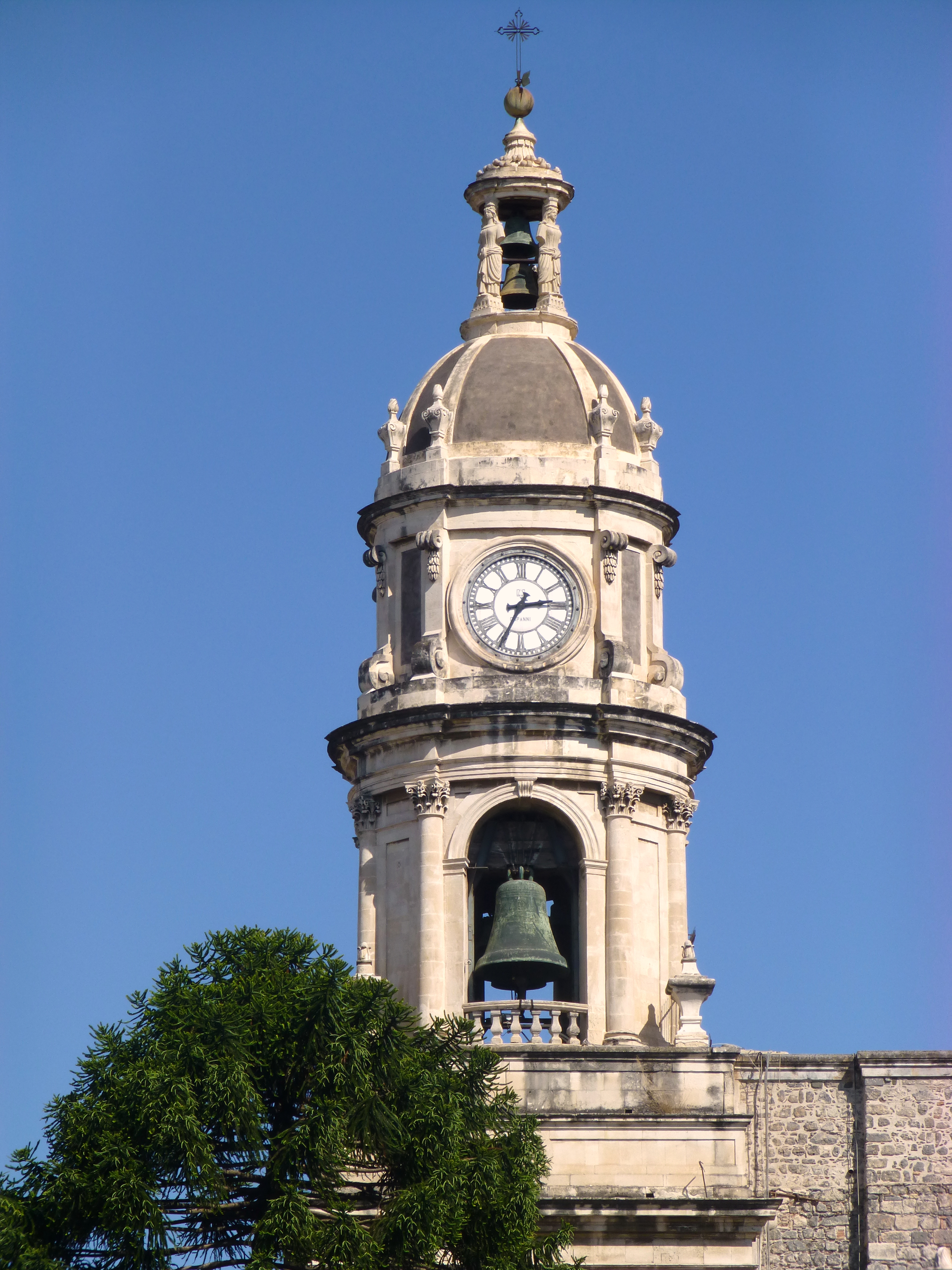
Dzwonnica
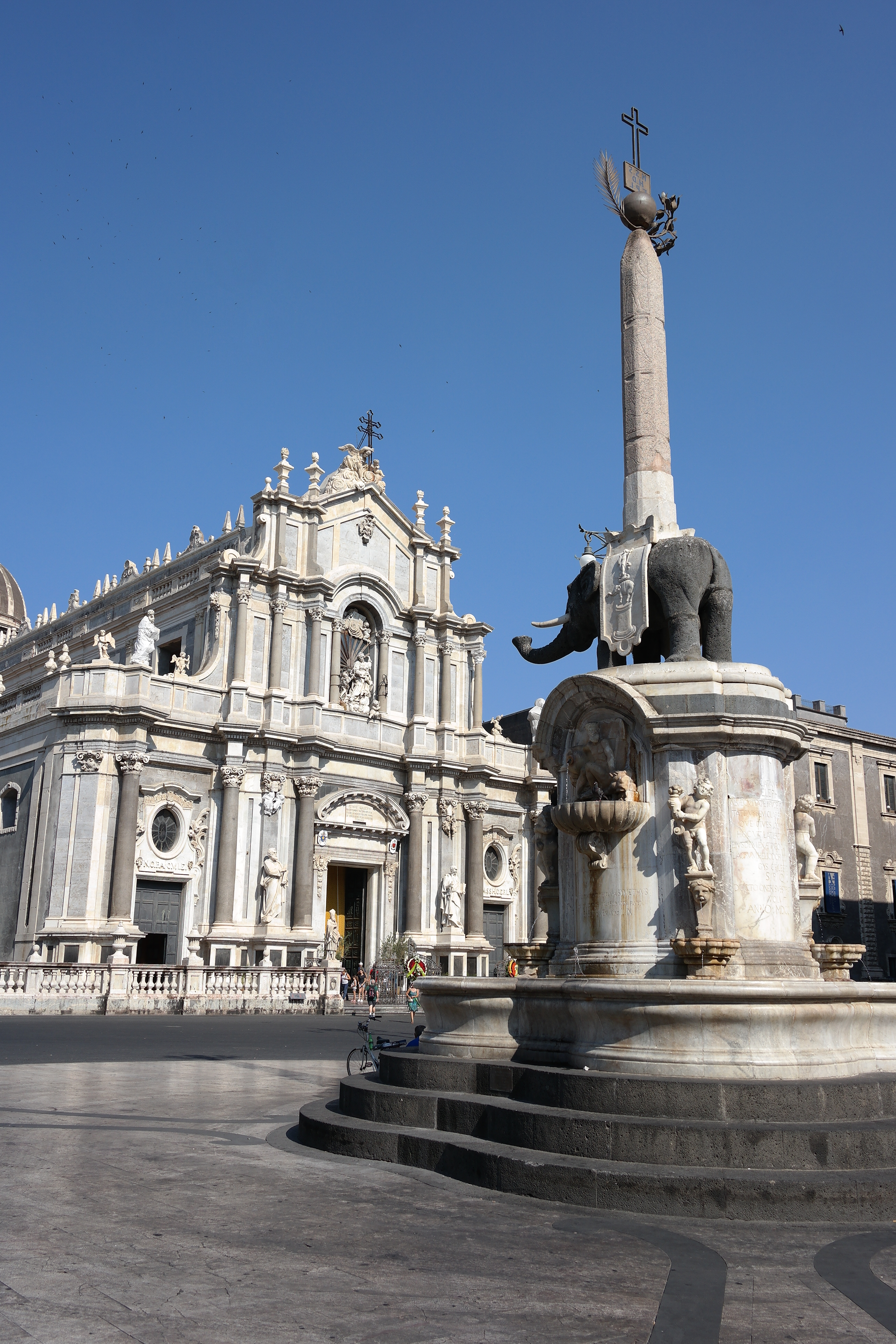
Widok na fasadę katedry z placu
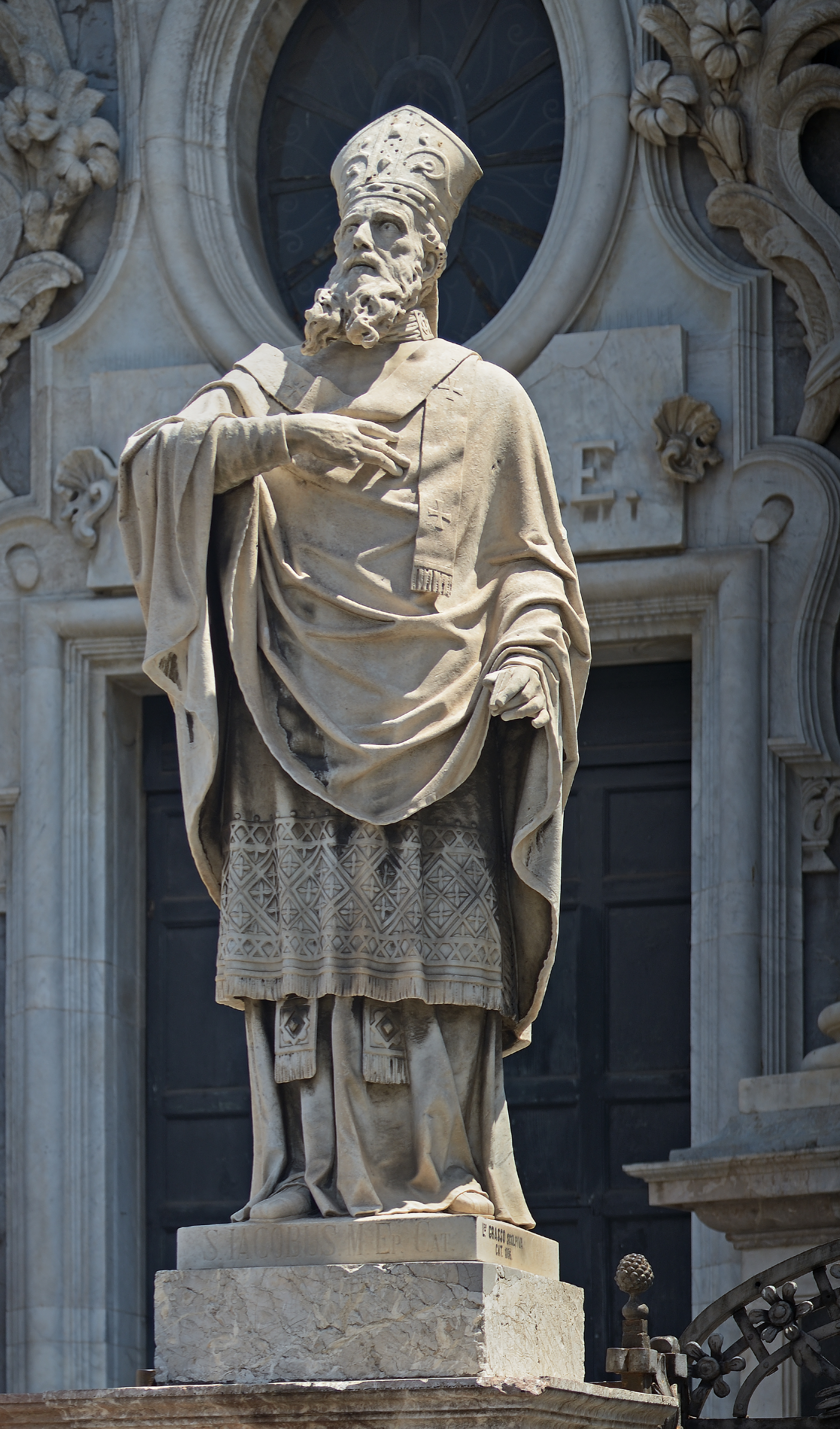
Statua San Giacomo Confessore przed Duomo